# Ampelomyces quisqualis

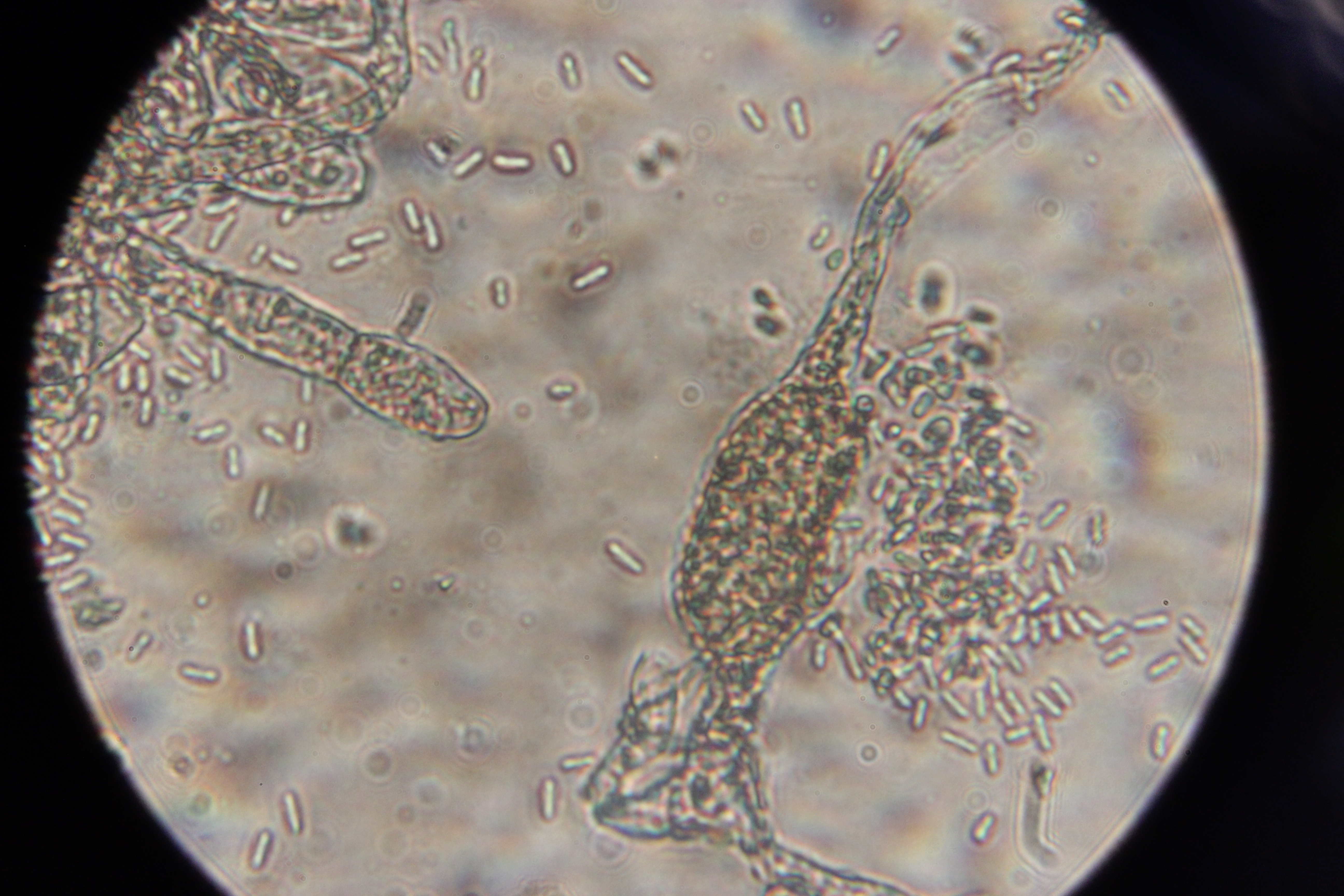
Podosphaera aphanis i Ampelomyces quisqualis

Ampelomyces quisqualis (Died.) Drechsler – gatunek grzybów z klasy Dothideomycetes. Grzyb mikroskopijny, nadpasożyt atakujący gatunki grzybów z rzędu mączniakowców (Erysiphales), które u roślin wywołują choroby zwane mączniakiem prawdziwym.

## Systematyka i nazewnictwo
Pozycja w klasyfikacji według Index Fungorum: Ampelomyces, Phaeosphaeriaceae, Pleosporales, Pleosporomycetidae, Dothideomycetes, Pezizomycotina, Ascomycota, Fungi.
Po raz pierwszy opisał go w 1852 r. Vincenzo de Cesati. Synonimy:
- Cicinobolus cesatii de Bary 1870
- Cicinobolus cesatii f. euonymi Tassi 1899
- Cicinobolus cesatii f. phlomidis-herbae-venti Unamuno 1928[3].

Znana jest tylko jego anamorfa, ale wiadomo, że teleomorfa należy do rodziny Phaeosphaeriaceae.

## Morfologia i tryb życia
Grzyb endofityczny, który wewnątrz strzępek porażonych grzybów z rzędu Erysiphales tworzy oliwkowobrunatne, cienkościenne pyknidia ze słabo widocznym ujściem. Pyknidia te różnią się kształtem w zależności od części grzybni mączniakowca, w której się tworzą. W konidioforach są gruszkowate, w strzępkach wrzecionowate, a w kleistotecjach niemal kuliste. Komórki konidiotwórcze o kształcie od beczułkowatego do kulistego, nie zmieniające długości podczas konidiogenezy. Konidia bez przegród, cylindryczne, elipsoidalne lub owalne, o barwie od szklistej do brunatnej z dwoma gutulami. Wnętrze pyknidium wypełnione śluzowatą substancją. Konidia sa wydzielane, gdy tkanki zarażone pasożytami zostaną wystawione na działanie wolnej wody lub wilgotnego powietrza w pobliżu punktu nasycenia.
A. quisqualis zimuje w postaci pyknidiów. Podczas opadów deszczu z dojrzałych pyknidiów wydzielają się konidia, które są rozprzestrzeniane poprzez rozpryski deszczu na kolonie mączniaka prawdziwego. Do infekcji potrzebna jest wolna woda, a infekcji sprzyjają wysokie temperatury (20–30 °C). W sprzyjających warunkach infekcja może nastąpić w czasie krótszym niż 24 godziny. A. quisqualis przenika przez ściany strzępek, konidioforów i niedojrzałych klejstotecjów, ale może nie być w stanie zainfekować dojrzałych kleistotecjów. Przez około 7–10 dni rozprzestrzenia się w strzępkach mączniaków, nie zabijając ich. Następnie rozpoczyna się proces tworzenia pyknidiów, który kończy się w ciągu 2–4 dni. Zainfekowane komórki mączniaków na ogół umierają wkrótce po rozpoczęciu tworzenia się pyknidiów. Konidia A. quisqualis uwalniane podczas kolejnych opadów deszczu powodują infekcje wtórne. Dzięki temu w czasie jednego sezonu wegetacyjnego może wystąpić kilka pokoleń.
Kolonie Ampelomyces quisqualis są matowe, spłaszczone i mają kolor od białawego do szarego. Na zarażonych nim obszarach kolonii wytwarzanie zarodników mączniaka prawdziwego jest zmniejszone lub nie występuje. Martwa tkanka liści może przylegać do zarażonych pasożytami obszarów kolonii mączniaka, ponieważ zewnętrzne tkanki liści obumierają w odpowiedzi na śmierć zawartych w nich komórek mączniaka prawdziwego. Niezainfekowane strzępki i konidiofory mączniaka prawdziwego są przezroczyste, ale wkrótce po zakażeniu stają się półprzezroczyste i białe. Gdy A. quisqualis zaczyna wytwarzać pyknidia, strzępki i konidiofory nabrzmiewają do kilkukrotności swojej normalnej średnicy, a przez ściany komórkowe żywiciela można zauważyć bursztynowy kolor ściany pyknidiów nadpasożyta.

## Występowanie i siedlisko
Gatunek kosmopolityczny występujący na wielu wyspach i na wszystkich kontynentach poza Antarktydą. W Polsce podano liczne stanowiska na licznych gatunkach roślin.
Grzyb nagrzybny, nadpasożyt pasożytujący na grzybniach Erysiphales. Atakuje ponad 64 gatunki mączniakowców z rodzajów Brasiliomyces, Erysiphe, Leveillula, Microsphaera, Phyllactinia, Podosphaera,  Sphaerotheca, Oidium i Oidiopsis.

## Znaczenie
Mączniakowce wywołują groźne i trudne do zwalczania grzybowe choroby roślin zwane mączniakami prawdziwymi. Z tego względu Ampelomyces quisqualis już od ponad 50 lat jest obiektem licznych badań naukowych. Skuteczność wykorzystania go do zwalczania tych chorób jest dość zmienna. Nie można go wykorzystać profilaktycznie, a dopiero podczas istniejącej już choroby, musi też upłynąć pewien czas na jego rozwój, a to oznacza nieprzydatność do zwalczania chorób w uprawach wrażliwych na mączniaka prawdziwego. Jednakże opisano wiele przykładów skutecznego zwalczania chorób w uprawach warzyw szklarniowych i polowych. Na ogół konieczne jest wielokrotne stosowanie mykopasożyta, a wysoka wilgotność i opady deszczu ułatwiają rozprzestrzenianie się go na rozwijające się kolonie mączniaków.
Dostępne są preparaty zawierające A. quisqualis. Nadpasożyt ten może przetrwać w zarażonych pasożytami kleistotecjach na korze wieloletnich żywicieli liściastych, a także w koloniach na opadłych liściach i resztkach pożniwnych. Jednakże dla skutecznej ochrony konieczne jest coroczne opryskiwanie tym preparatem w uprawach jednorocznych lub szklarniowych.